# Нове Острови
Нове Острови (пол. Nowe Ostrowy) — село в Польщі, у гміні Нові Острови Кутновського повіту Лодзинського воєводства.
Населення — 441 особа (2011).
У 1975-1998 роках село належало до Плоцького воєводства.

## Демографія
Демографічна структура станом на 31 березня 2011 року:
|          | Загалом | Допрацездатний вік | Працездатний вік | Постпрацездатний вік |
| -------- | ------- | ------------------ | ---------------- | -------------------- |
| Чоловіки | 210     | 47                 | 146              | 17                   |
| Жінки    | 231     | 38                 | 139              | 54                   |
| Разом    | 441     | 85                 | 285              | 71                   |